# Holovativka, Ciornobai
Holovativka (în ucraineană Головатівка) este un sat în comuna Bohoduhivka din raionul Ciornobai, regiunea Cerkasî, Ucraina.

## Demografie
Componența lingvistică a localității Holovativka
     Ucraineană (99,32%)
     Alte limbi (0,68%)
Conform recensământului din 2001, majoritatea populației localității Holovativka era vorbitoare de ucraineană (99,32%), existând în minoritate și vorbitori de alte limbi.